# Elrond
(J. R. R. Tolkien, Lo Hobbit, pag. 94)
Elrond è un personaggio di Arda, l'universo immaginario fantasy creato dallo scrittore inglese J. R. R. Tolkien. Elrond è un mezzelfo, signore di Gran Burrone (l'Ultima Casa Accogliente) ed è uno tra i più potenti Elfi dei Tempi Antichi a essere rimasto nella Terra di Mezzo durante la Terza Era.

## Personaggio
Elrond è un personaggio significativo nella storia di Arda e compare in tutte le maggiori opere di Tolkien. Protagonista dei maggiori eventi della Seconda e Terza Era narrati nel Silmarillion (e poi nel Signore degli Anelli), compare anche ne Lo Hobbit come padrone della Casa di Elrond, ossia di Gran Burrone: in questo stadio iniziale della mitologia tolkieniana, egli non ha la rilevanza che lo caratterizzerà in seguito, né è ancora del tutto sviluppato, ma rimane comunque una tappa importante nella Cerca di Bilbo e dei Nani (replicata in quella di Frodo). Quando Elrond ospita i Nani e Bilbo, rivela loro tramite le letture delle rune lunari sulla mappa di Thorin, preziose informazioni che saranno importantissime per la realizzazione della missione.
Scriveva Tolkien a questo proposito, nel 1964:
(La realtà in trasparenza, lettera n° 257)
Compare anche in Racconti incompiuti.
Oltre alle conoscenze di saggezza, Elrond sa combattere, usare la magia per suscitare i poteri della natura, e come altri, tra cui i Re della stirpe di suo fratello Elros (Numenor e Gondor) e gli Istari, ha poteri curativi, sia usando piante magiche come l'athelas che in altri modi; difatti è anche un chirurgo: dopo aver curato Frodo Baggins dal potere della ferita del pugnale Morgul che già si stava rimarginando, si accorge assieme a Gandalf che un frammento della punta della lama del Re Stregone di Angmar è rimasto dentro e sta puntando lentamente verso il cuore dell'Hobbit onde trasformarlo in uno spettro sottomesso; tuttavia Elrond riesce a estrarla e Frodo si riprende, seppur portando per sempre i postumi della ferita e partendo poi per Valinor dopo il compimento della missione.

### Famiglia e nome
Figlio di Eärendil ed Elwing e pronipote di Lúthien, nasce nel Beleriand nel corso della Prima Era, 6500 anni prima degli eventi narrati ne Il Signore degli Anelli. Inoltre è il genero di Galadriel e di Celeborn, avendone sposato la figlia Celebrìan. Fratello di Elrond è Elros Tar-Minyatur, il primo re di Númenor. Entrambi i personaggi sono unici nel loro genere, in quanto discendenti di tutte e tre le casate degli uomini (tramite Beren e Tuor), degli Eldar (tramite Thingol e Idril) e dei Maiar (tramite Melian). A essi è per questo stato concesso di scegliere a quale popolo appartenere, se a quello dei Primogeniti o a quello dei Secondi Figli, e mentre Elros decide di seguire il fato degli uomini, Elrond decide di seguire quello degli Elfi. Il suo nome significa, in Sindarin, "volta stellata".

## Biografia del personaggio
Nati nei rifugi presso le Bocche del Sirion, poco prima della loro distruzione da parte dei figli di Fëanor, Elrond ed Elros sono rapiti ancora giovanissimi. L'evento getta nello sconforto i loro genitori, che temono che siano uccisi, ma fortunatamente i due vengono cresciuti da Maglor e Maedhros con amore e dedizione.
Elrond giunge nel Lindon con la casata di Gil-galad, l'ultimo Re Supremo dei Noldor nonché suo cugino, quando il Beleriand viene distrutto alla fine della Prima Era, e, essendo un Mezzelfo, cioè discendente sia degli Elfi che degli Uomini, sceglie (come i suoi genitori prima di lui, ma diversamente da suo fratello) di far parte degli Elfi.
Durante la Seconda Era è inviato in Eregion da Gil-galad, ma dopo la distruzione dell'Eregion fugge nell'Eriador, dove fonda, insieme ai Noldor sopravvissuti, Gran Burrone: una delle ultime roccaforti contro Sauron.
Durante la battaglia di Dagorlad, alla fine della Seconda Era, Elrond è l'araldo di Gil-galad, che prima della battaglia gli lascia in custodia Vilya. In quella battaglia Sauron è sconfitto da Gil-galad ed Elendil, che muoiono. Lui e Cirdan cercano inutilmente di convincere Isildur a distruggere l'Unico Anello, di cui si è impossessato tagliando col moncone della spada del padre il dito di Sauron, facendo fuggire lo spirito dell'Oscuro Signore.
Nell'anno 109 della Terza Era Elrond sposa Celebrían, figlia di Galadriel e Celeborn. Nell'anno 130 vengono alla luce due gemelli, Elladan e Elrohir, mentre nell'anno 241 nasce sua figlia, Arwen Undómiel.
Nel 2509 T.E. Celebrían stava viaggiando verso Lórien, quando venne attaccata dagli Orchi al Passo Cornorosso; la sua scorta fu dispersa e lei venne rapita e portata via. I suoi figli gemelli Elladan e Elrohir la inseguirono e la trassero in salvo, ma quando riuscirono a raggiungerla Celebrían aveva già sofferto terribili torture ed era stata ferita con un'arma avvelenata. Fu riportata a Gran Burrone, e suo marito Elrond riuscì a guarire il suo corpo perfettamente. Ella però perse ogni interesse e amore per la Terra di Mezzo, e per questo l'anno seguente prese la decisione di partire e, dopo aver salutato il marito e i tre figli, si recò ai Porti Grigi, veleggiando verso Valinor.
Più tardi Elrond è tra i componenti del Bianco Consiglio.
Egli presiede il Consiglio di Elrond, il 25 ottobre dell'anno 3018 della Terza Era, durante il quale è deciso che l'unica scelta possibile riguardo all'Unico Anello è la sua distruzione nelle fiamme di Monte Fato.
Elrond rimane a Gran Burrone fino alla distruzione dell'Anello, dopodiché si dirige a Minas Tirith per assistere alle nozze di sua figlia Arwen con Aragorn, Re dei Regni Riuniti di Arnor e Gondor. Elrond deve poi dire addio alla figlia in quanto saranno separati fino alla fine del mondo in quanto lei ha scelto di morire scegliendo di divenire umana come fecero Luthien ed Elros. Il 29 settembre 3021 della Terza Era Elrond, in quanto Portatore di Vilya, lascia la Terra di Mezzo e naviga oltre il mare fino in Aman insieme ai Portatori degli altri Anelli del Potere per non tornare più nella Terra di Mezzo. Nel momento in cui arriva ad Aman, Elrond dovrebbe avere poco più di 6520 anni d'età, almeno secondo i calendari delle varie ere.

## Adattamenti

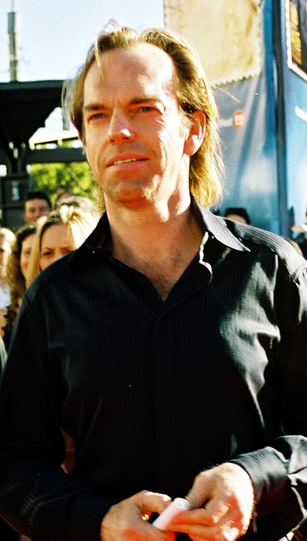
Hugo Weaving, ha interpretato Elrond nella trilogia de Il Signore degli Anelli e nella trilogia de Lo Hobbit.

Nelle trilogie de Il Signore degli Anelli e Lo Hobbit dirette da Peter Jackson, Elrond è interpretato da Hugo Weaving.
La personalità di Elrond nei film è differente da quella dei libri: egli insiste a lungo per cercare di convincere Arwen affinché parta verso Valinor e Aragorn affinché diventi re. Elrond sembra, su questo e su altri punti, essere molto aspro verso gli Uomini, compreso Aragorn, nonostante i suoi antenati appartengano a questa razza. Questo modo di presentare Elrond ricorda Thingol, padre di Lúthien. Questo è molto più sfumato nell'opera originale ed Elrond considera infatti Aragorn come un figlio, in quanto il padre di Aragorn, Arathorn, morì presto ed egli lo accudì. Nel contesto dei libri, non sembra di poter concludere che lui provi altro che amore per quello che considera a tutti gli effetti suo erede, e che infatti diventerà re subito prima di sposare Arwen. Elrond non prova rabbia nei confronti della scelta della figlia, ma solo dolore perché i loro destini saranno per sempre divisi.
Inoltre nei film di Peter Jackson è chiamato a volte "Re Elrond": ciò è errato; benché sia imparentato con i Re di Númenor e discenda sia da Re Thingol, sia dai Re Supremi dei Noldor (carica che gli sarebbe probabilmente spettata se i Noldor non fossero scomparsi in maggioranza dalla Terra di Mezzo, in quanto discendente della Casa di Fingolfin: figlio di Eärendil figlio di Idril, a sua volta figlia di Turgon), Elrond non assunse mai questo titolo.